# Hugh Lane Gallery
La Galleria «Hugh Lane» (in inglese: Hugh Lane Gallery), ufficialmente Galleria della città di Dublino (Dublin City Gallery The Hugh Lane; in irlandese: Dánlann Chathair Bhaile Átha Cliath), e originariamente Galleria municipale d’arte moderna (Municipal Gallery of Modern Art), è un museo d'arte irlandese, gestito dal Consiglio comunale di Dublino e dalla sua filiale, la "Hugh Lane Gallery Trust". È situata nella Charlemont House (costruita nel 1763) in Parnell Square. L'ingresso è gratuito.

## Storia

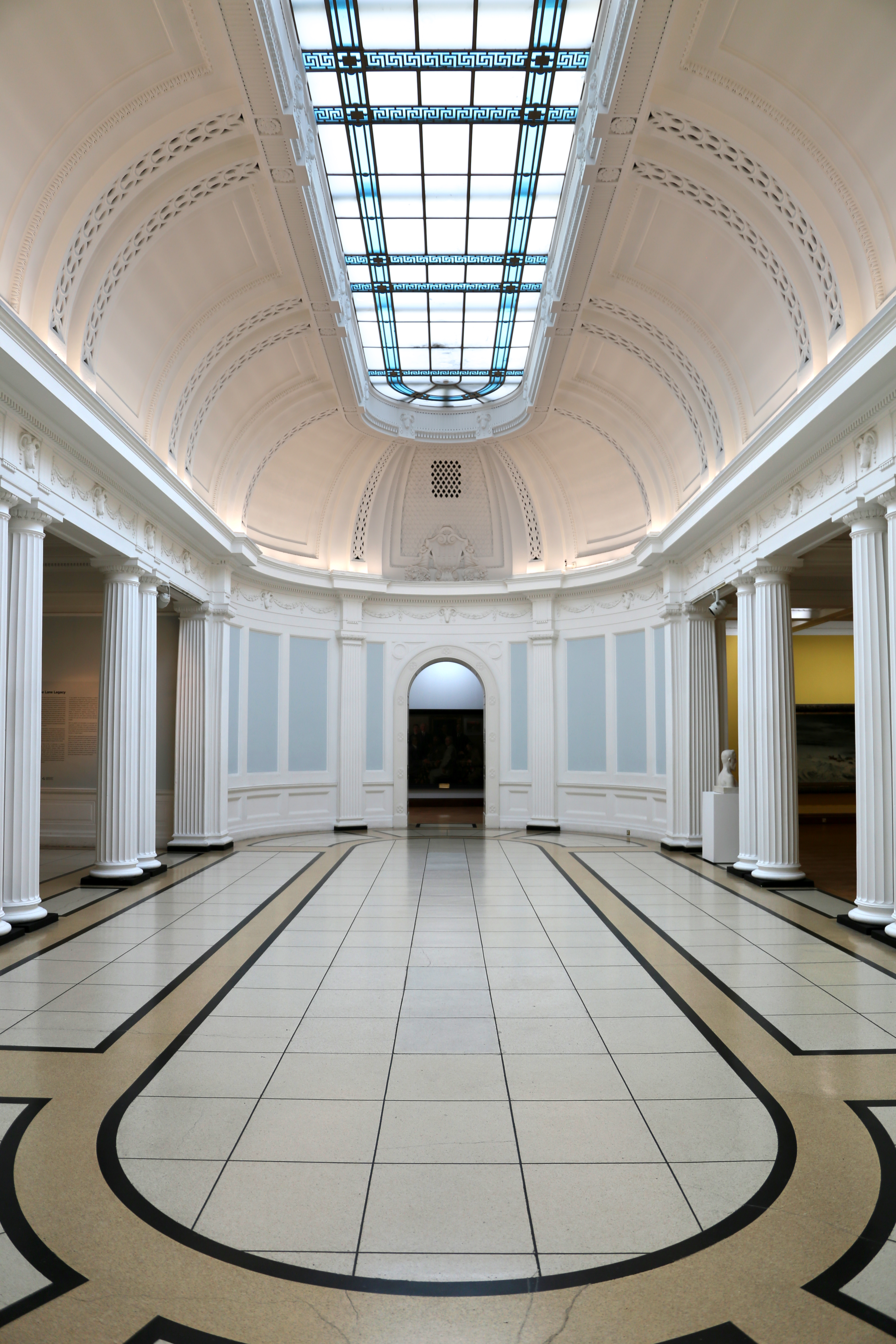
La Sala Ovale.

La Galleria è stata fondata dal noto collezionista d'arte Sir Hugh Lane sulla Harcourt Street il 20 gennaio 1908, ed è la prima galleria pubblica conosciuta d'arte moderna al mondo. Lane ne ha sostenuto i costi di gestione, mentre cercava uno spazio più adatto per la Galleria. Gli furono proposti varii e nuovi edifici, ad esempio da progettare nel parco di Santo Stefano, o come una spettacolare ponte-galleria sul fiume Liffey, entrambi progetti proposti dall'architetto Sir Edwin Lutyens, ma non realizzati. Lane non visse abbastanza da vedere la sua galleria permanentemente collocata poiché morì nel 1915, durante l'affondamento della RMS Lusitania. Dal 1933 è presente alla Charlemont House.
Nel testamento Lane lasciò in eredità la sua collezione a Londra, ma un codicillo senza testimoni, scritto nei mesi precedenti la sua morte, indica che l'eredità dei 39 dipinti originari della collezione fosse Dublino, a condizione di assicurare uno luogo ufficiale all'istituzione museale entro 5 anni. La National Gallery di Londra non ha mai riconosciuto formalmente i termini di questo rilevante caso testamentario del codicillo, come accettare di trasferire l'intera collezione a Dublino ("Lane Bequest"). Nel 1938 gli inglesi avanzarono un suggerimento da parte dello storico dell'arte Sir Robert Witt: «… che queste opere si alternino tra Londra e Dublino. Le abbiamo a Londra da un considerevole periodo di tempo e ora potrebbe essere il turno delle Gallerie di Dublino per tenerle un certo numero di anni… Legalmente, i titolari hanno ragioni molto forti, ma noi (Regno Unito) siamo così ricchi dei nostri tesori, mentre l'Irlanda è così relativamente povera…».
Ciò alla fine portò a un compromesso accordato nel 1959, annunciato dal taoista Sean Lemass, in base al quale metà del Lane Bequest sarebbe stato prestato ed esposto a Dublino ogni cinque anni. Nel 1993 l'accordo fu modificato in modo che 31 dei 39 dipinti restassero in Irlanda. I restanti 8 furono divisi in 2 gruppi, in modo che 4 sarebbero stati prestati per 6 anni alla volta a Dublino. Questi 8 includono opere di Manet, Monet, Pissarro, Renoir, Morisot, Vuillard e Degas. Nel 2008, la National Gallery di Londra ha organizzato per la prima volta una mostra collettiva dell'intera collezione di Dublino. C'è stato un passaggio nel maggio 2013 per un periodo di sei anni.

## L'edificio
La Charlemont House è una villa a Dublino. La casa fu costruita nel 1763 e progettata da William Chambers per James Caulfeild, I conte di Charlemont. È un palazzo con la facciata in mattoni sita in piazza Parnell. Secondo la direzione della Galleria Hugh Lane, «nel 1929 furono realizzati i giardini della casa per ospitare la Galleria». Venne così inaugurata come museo nel 1933. È stata temporaneamente chiusa per ricostruzione nel 2004 e riaperta nel maggio 2006 con un nuovo ampliamento realizzato dallo studio Gilroy McMahon Architects. La Galleria è completamente accessibile ai disabili.

## La collezione

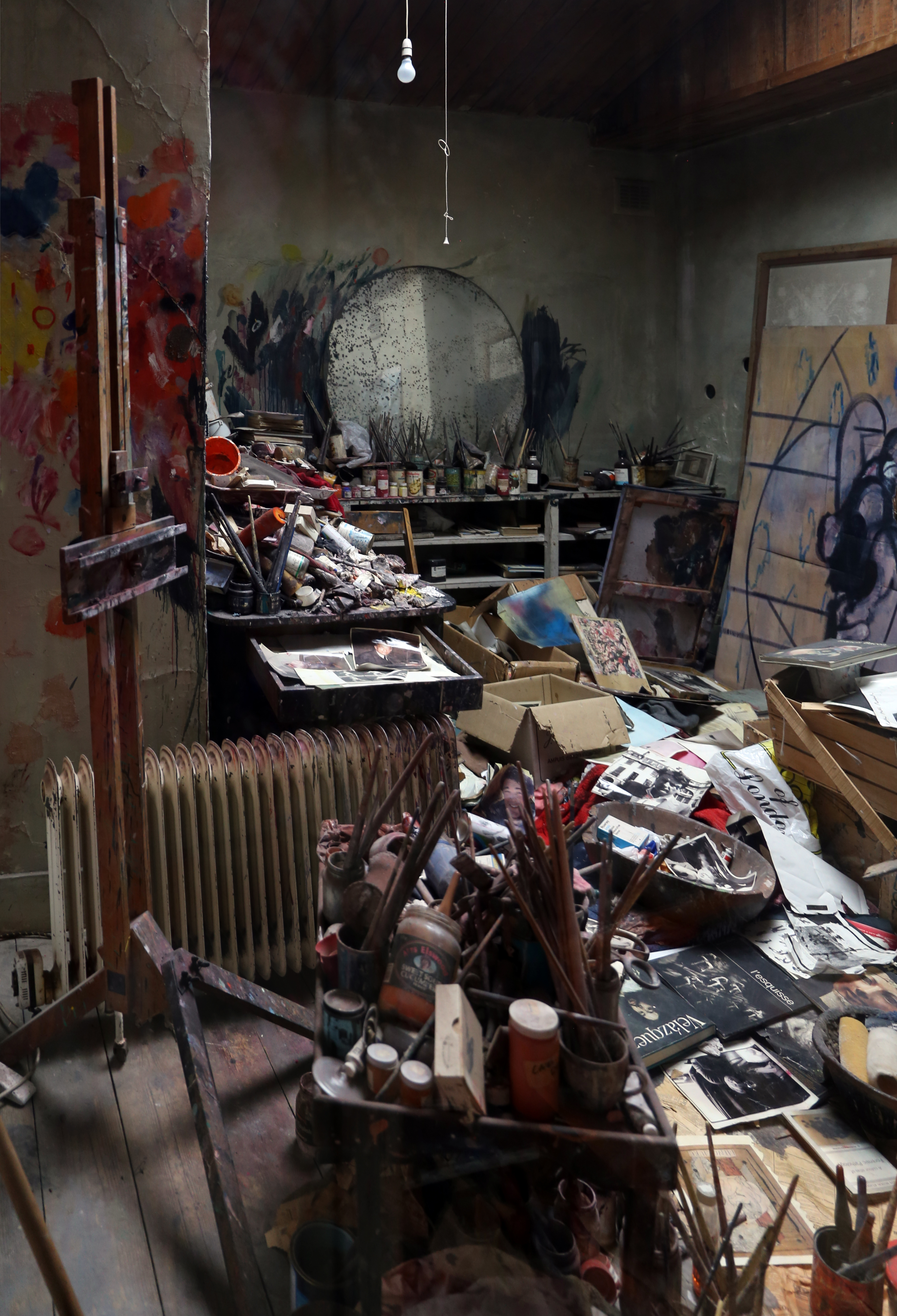
Ricostruzione del Francis Bacon Studio presso la Hugh Lane Gallery.

Il museo ha una collezione permanente e ospita mostre, principalmente di artisti irlandesi contemporanei. Ha una stanza dedicata a Sean Scully. Lo studio di Francis Bacon è stato ricostruito nella galleria nel 2001 dopo essere stato smantellato e trasferito da Londra a partire dal 1998.
La Hugh Lane è nota per la sua collezione di arte francese, le opere d'arte del caso denominato all'inglese "Lane Bequest" che includono esempi come Les Parapluies ("Gli Ombrelli") di Auguste Renoir; Ritratto ad Eva Gonzalès di Édouard Manet, Musica alle Tuileries, sempre di Édouard Manet, Jour d’Été ("Giorno d’Estate") di Berthe Morisot e Veduta di Louveciennes di Camille Pissarro.
Nel museo è presente un'esposizione permanente di vetrate colorate che presenta La vigilia di Sant'Agnese dell'artista e illustratore irlandese Harry Clarke, così come una sua opera precedentemente vietata e "scandalosa" acquistata nel 2015 per £35.000.
Nel giugno 1992 fu rubato il dipinto In The Omnibus dell'artista francese Honoré Daumier. Il furto avvenne nel pomeriggio, quando la galleria era aperta al pubblico. La Criminal Assets Bureau (CAB) recuperò il dipinto durante un'indagine nel 2013, più di 20 anni dopo. La direttrice Barbara Dawson ha espresso la sua gioia per il ritrovamento del dipinto con le seguneti parole: «È stato un vero shock quando è stato rubato e abbiamo ricevuto messaggi di solidarietà da gallerie e musei in Irlanda e da tutto il mondo».

## Mostre passate selezionate
Offside è stato un progetto organizzato nel 2005 dalla Hugh Lane, curato da Pallas Projects, e comprendeva opere di Albano Afonso, Antistrot, Anna Boyle, Rhona Byrne, Mark Cullen, Brian Duggan, John Dummet, Brendan Earley, Andreas Gefeller, Niamh McCann, Alex McCullagh, Nina McGowan, Nathaniel Mellors, Clive Murphy, Adriette Myburgh, Cris Neumann, Paul O’Neill, Garrett Phelan, Abigail Reynolds, Mark Titchner e Rich Streitmatter-Tran.
The Golden Bough è stata un'altra serie di mostre curate da Michael Dempsey nel 2010. Comprendeva mostre personali di Ronnie Hughes, Corban Walker e Niamh McCann.
Sleepwalkers (2012–15) curata da Michael Dempsey e Logan Sisley è stato un progetto biennale in cui sei artisti (Clodagh Emoe, Lee Welch, Sean Lynch, Linda Quinlan, Jim Ricks, e Gavin Murphy) sono stati invitati a utilizzare le risorse del museo, a rivelare il loro processo artistico e a collaborare tra loro in questo «insolito esperimento di produzione espositiva». Questo processo è culminato nello sviluppo di una mostra personale da parte di ogni artista a Hugh Lane e in una pubblicazione.